# Rhithrogena ingalik
Rhithrogena ingalik is een haft uit de familie Heptageniidae. De wetenschappelijke naam van de soort is voor het eerst geldig gepubliceerd in 2005 door Randolph & McCafferty.
De soort komt voor in het Nearctisch gebied.